# 23875 Струбе
23875 Струбе (23875 Strube) — астероїд головного поясу, відкритий 14 вересня 1998 року.
Тіссеранів параметр щодо Юпітера — 3,348.